# Фінансове право
Фінансове право (лат. «finansia» — «готівка», «прибуток») — це система правових норм, що регулюють суспільні відносини у сфері збирання та використання органами влади коштів для забезпечення виконання функції держави.

## Система фінансового права
Фінансове право має систему організації фінансово-правових норм, які між собою узгоджені та згрупованні у фінансово-правові інститути і підгалузі.
Основні структурні елементи системи фінансового права:
- фінансово-правова норма — базовий структурний елемент;
- фінансово-правовий інститут — об'єднання (сукупність) фінансово-правових норм, що регулюють певну групу однорідних фінансово-правових відносин. Розподіляють:
  - за функціональною роллю: регулятивні (наприклад, інститут місцевих податків і зборів) та охоронні (наприклад, інститут фінансової відповідальності);
  - за змістом: матеріальні (наприклад, інститут бюджетного устрою) та процесуальні (наприклад, інститут бюджетного процесу);
- підгалузь фінансового права — об'єднання інститутів фінансового права, що регулюють окремий вид фінансових правовідносин (наприклад, бюджетне право, податкове право, банківське право).

Таким чином, кожна підгалузь поділяється на правові фінансові інститути — групи правових норм, об'єднані в глави Бюджетного кодексу України:
- доходи і видатки державного бюджету України;
- виконання державного бюджету України;
- надходження та витрати місцевих бюджетів;
- між бюджетні трансферти;
- відповідальність за бюджетні правопорушення та інші.

Від системи фінансового права як галузі права слід відрізняти систему фінансового законодавства, яка є:
- виданням правових норм;
- закріпленням їх в офіційних актах;
- систематизацією цих актів;
- та має свою структуру.

Терміном система законодавства часто позначають сукупність нормативно-правових актів, у яких об'єктивуються внутрішні змістові та структурні характеристики права. Див. також: співвідношення система права та система законодавства.

## Ознаки фінансового права
- встановлюється чи санкціонується державою. Відповідно до ст. 92 Конституції України, виключно законами України встановлюються:
  - державний бюджет України (бюджетна система України);
  - система оподаткування (податки і збори);
  - статус національної валюти (а також статус іноземних валют на території України).
- має, як правило імперативний характер;
- є системою норм, що мають внутрішній розподіл на підгалузі та інститути фінансового права;
- є загальнообов'язковим, так як приписи фінансових норм обов'язкові для виконання тими особами, яким вони адресовані;
- є відносно стабільним і динамічним: норми податкового і банківського права є відносно стабільними, а норми бюджетного права приймаються компетентними органами щорічно;
- є формально визначеним;
- забезпечується примусовою силою державного апарату.

## Норми фінансового права
Фінансове право складається з
- Загальної частини — яка об'єднує норми, які є спільними для всіх фінансово-правових відносин і становлять підґрунтя для регулювання правовідносин у сфері фінансової діяльності держави та місцевого самоврядування. Норми Загальної частини визначають:
  - поняття та зміст фінансів і фінансової системи;
  - поняття фінансової діяльності органів державної влади й місцевого самоврядування, її завдання, принципи, форми й методи здійснення;
  - правовий статус суб'єктів фінансової діяльності;
  - предмет і метод фінансового права, його поняття, систему й джерела;
  - правову характеристику фінансових правовідносин та фінансово-правових норм:
  - правові основи фінансового контролю.
- Особливої частини — об'єднує норми, які регулюють окремі напрями фінансової діяльності держави та місцевого самоврядування, різні ланки фінансової системи, зокрема суспільні відносини в галузі:
  - державного й місцевого бюджетів;
  - спеціальних цільових фондів коштів:
  - державних і місцевих доходів:
  - державного й муніципального кредиту;
  - обов'язкового державного страхування;
  - державних і місцевих видатків;
  - грошового обігу й розрахунків;
  - банківського кредитування (щодо задоволення публічного інтересу);
  - валютного регулювання;
  - фінансів суб'єктів господарювання тощо.

Тобто норми Загальної частини фінансового права конкретизуються в його Особливій частині.
Провідне місце в Особливій частині фінансового права посідає бюджетне право, яке входить до неї як підгалузь і складається з двох великих правових інститутів:
- бюджетний устрій
- бюджетний процес.

## Методи фінансового права
Методи фінансового права поділяються на:
- імперативний метод[1] — має високий рівень визначеності фінансово-правових норм, які вимагають точного і безумовного виконання їх приписів і забороною учасникам фінансово-правових відносин самостійно вибирати певну поведінку в конкретних умовах;
- субординаційний метод — застосовується для сторін, які юридично нерівні. Однією стороною фінансово-правових відносин завжди виступає представник держави, який направляє іншій стороні владну вказівку, закріплену в нормативно-правовому акті, що має бути виконана;
- диспозитивний метод — дозволяє суб'єкту вибирати певну поведінку в межах передбачених правовою нормою, зазвичай застосовується в банківських відносинах;
- рекомендаційний метод — визначає компетентними органами певних зразків поведінки суб'єктів, що можуть бути використані ними на власний розсуд.